# Winchester Cathedral (rose)
Pour les articles homonymes, voir Winchester Cathedral.
'Winchester Cathedral' est une variété de rose anglaise obtenue en 1988 par le fameux rosiériste David Austin. Elle rend hommage à la cathédrale de Winchester. Cette rose  est un des grands succès internationaux des jardins contemporains.

## Description
Il s'agit d'un rosier au buisson érigé de taille moyenne (100 cm) dont le feuillage est vert anglais et luisant. Les fleurs bien pleines en grande coupe plate sont de couleur blanche et montrent des pétales légèrement chiffonnés en effet de bouillonné aux quelques reflets chamoisés. Elles sont délicieusement parfumées, aux touches de miel et d'amande. La floraison est très remontante et abondante. On peut notamment l'admirer à l'Europa-Rosarium de Sangerhausen. 
C'est une mutation de 'Mary Rose' (Austin, 1983).

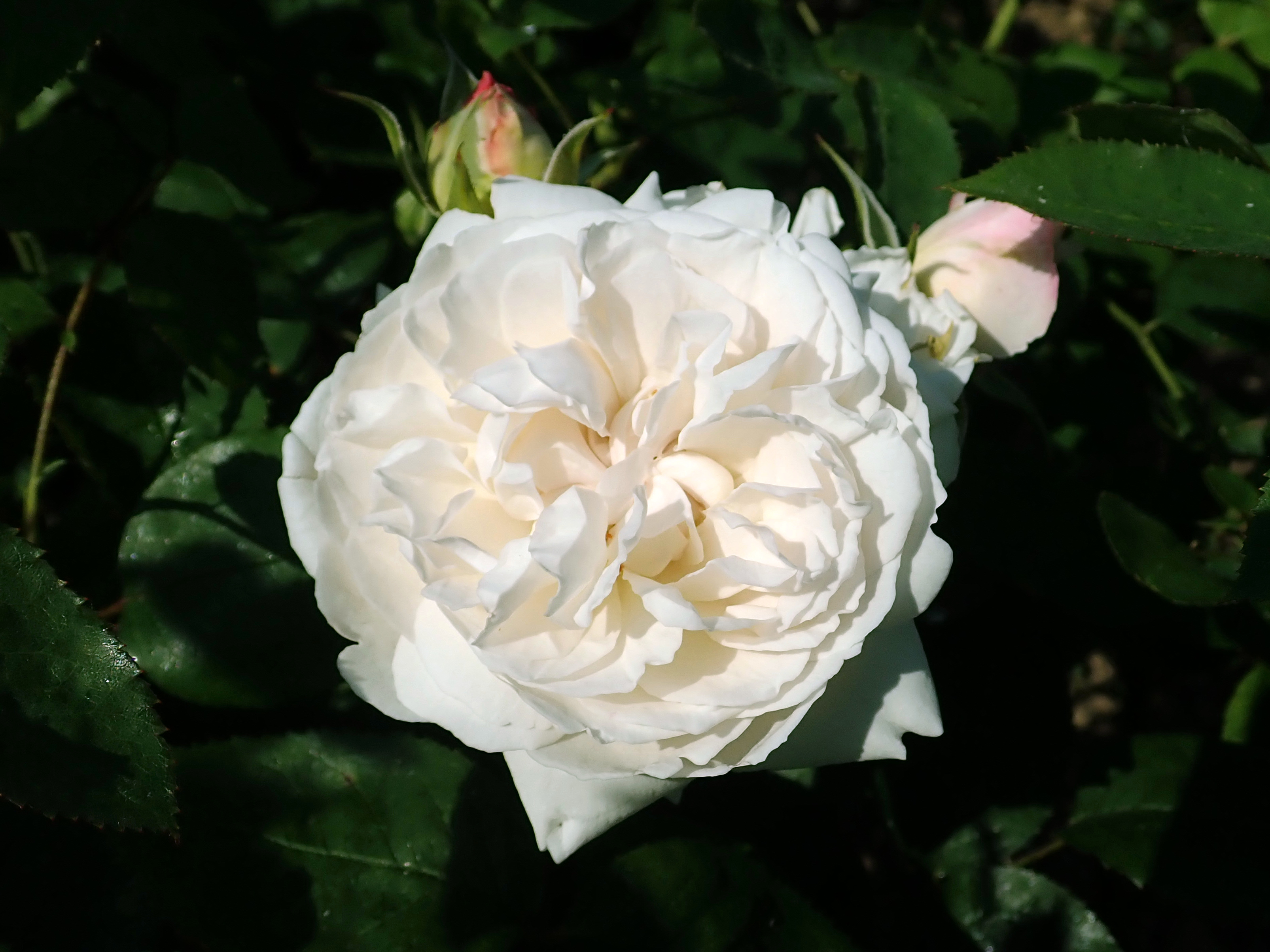
'Winchester Cathedral' à Sangerhausen
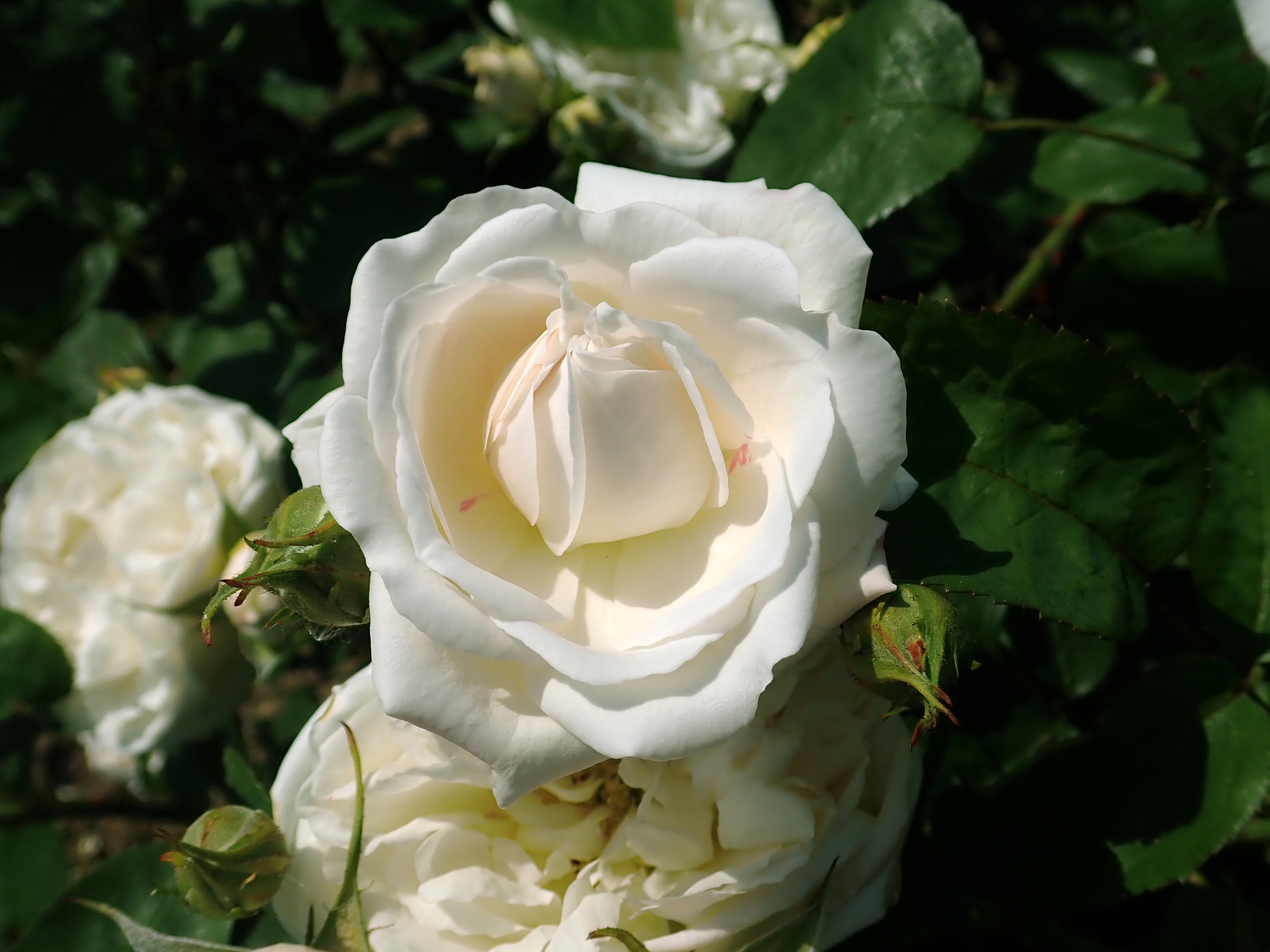
'Winchester Cathedral' à Sangerhausen
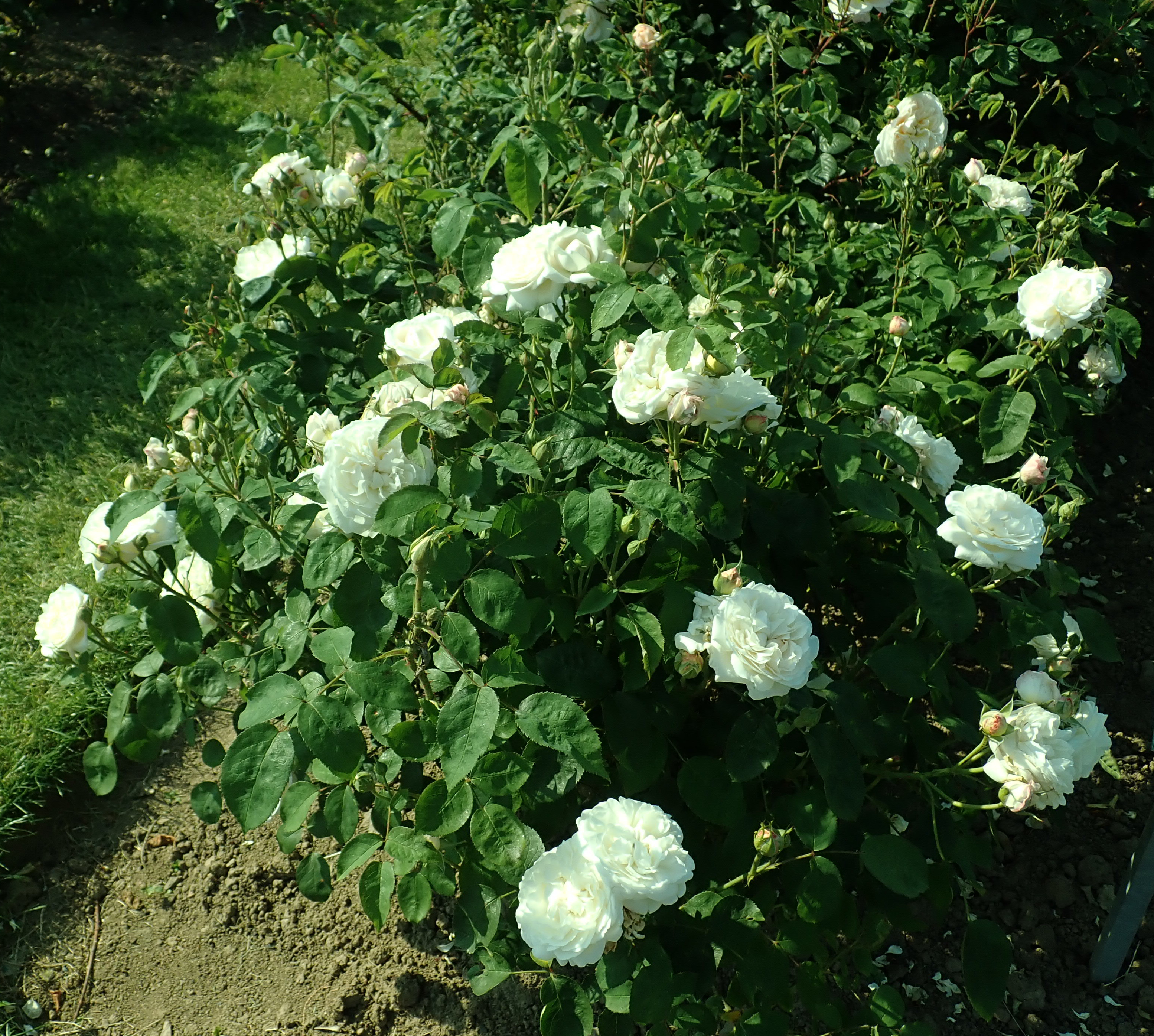
'Winchester Cathedral' à Sangerhasen